# Amber Queen
'Amber Queen' (ce qui signifie en français « reine d'ambre »), appelé aussi 'Prince Eugène de Savoie', est un cultivar de rosier obtenu par la maison anglaise Harkness en 1984.

## Description
Ses fleurs d'un jaune spectaculaire forment des coupes aux pétales serrés et bien parfumés. De type floribunda, cet arbuste qui peut atteindre 60 cm de hauteur fleurit en juin avec une bonne remontée à l'automne, si l'on en ôte les fleurs fanées. Il doit être exposé au soleil. 
Ses fleurs groupées sont parfumées et les feuilles semi-persistantes sont rougeâtres au débourrage, les petites folioles étant luisantes.
'Amber Queen' est issu du croisement de 'Southampton' et de 'Typhoon'.

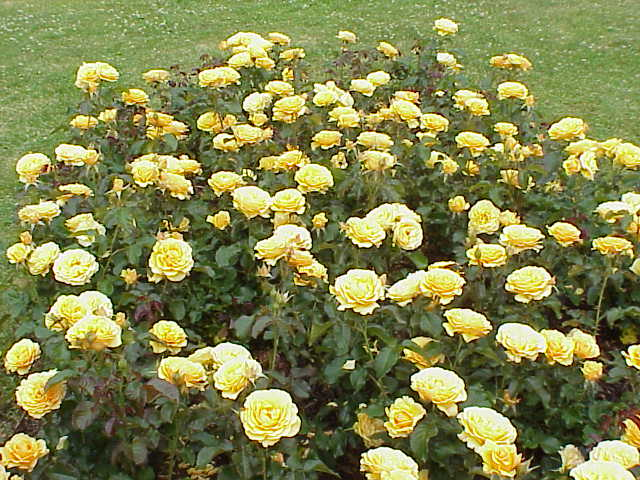
Buissons de roses 'Amber Queen'

## Prix
- Rose de l'année en Angleterre en 1984
- AARS 1988
- Médaille d'or à La Haye en 1991